# Đèo Khuôn Do
Đèo Khuôn Do là đèo trên quốc lộ 2C ở vùng giáp ranh xã Phúc Ứng và Tuân Lộ huyện Sơn Dương tỉnh Tuyên Quang .
Quốc lộ 2C là đường mới nâng cấp, trong đó có các đoạn trước đây là đường tỉnh 186. Lộ trình đường chạy lòng vòng trong tỉnh Tuyên Quang ở huyện Yên Sơn và Sơn Dương. Một số đoạn của quốc lộ 2C chung với quốc lộ 37 .
Đèo Khuôn Do trên đoạn quốc lộ 2C từ thị trấn Sơn Dương về hướng nam. Đỉnh đèo cách Ngã ba Phai Cày 21°41′57″B 105°22′11″Đ / 21,6993°B 105,369807°Đ xã Phúc Ứng trên quốc lộ 37 chừng 10 km, cách thị trấn Sơn Dương chừng 12 km theo đường bộ về hướng nam, trên vùng đất thôn Khuôn Ráng xã Phúc Ứng và thôn Vĩnh Sơn xã Tuân Lộ.